# Hemisturmia tortricis
Hemisturmia tortricis är en tvåvingeart som först beskrevs av Daniel William Coquillett 1897.  Hemisturmia tortricis ingår i släktet Hemisturmia och familjen parasitflugor. Inga underarter finns listade i Catalogue of Life.